# Kulík novozélandský
Kulík novozélandský (Anarhynchus obscurus, maorsky tūturiwhatu) je velký dlouhokřídlý pták, který se Vyskytuje pouze na Novém Zélandu ve dvou geograficky oddělených poddruzích. Severní poddruh aquilonius je relativně početný a vyskytuje se podél písčitých pláží severních částí Severního ostrova. Jižní poddruh obscurus přežívá ve velmi malé populaci (cca 120 jedinců k roku 2016) na jižním cípu Jižního ostrova a na Stewartově ostrově. Opeření horní části těla je převážně hnědé s tmavě hnědým kropením. Spodní části prostého šatu jsou bledě bílé, která se ve svatebním šatu mění na oranžovočervenou. Krátký tmavý zobák je silný, šedé nohy poměrně dlouhé. Živí se dostupnými živočichy jako jsou měkkýši, korýši, případně hmyz a malé rybky. Potravu sbírá na souši.

## Taxonomie
První popis druhu obstaral Johann Friedrich Gmelin a vyšel v Systema Naturae v roce 1789.
Rozeznávají se 2 poddruhy, a sice:
- A. o. aquilonius - Dowding, 1994: Severní ostrov
- A. o. obscurus - Gmelin, JF, 1789: Jižní ostrov a Stewartův ostrov

Ornitologická taxonomická autoritativní příručka Handbook of the Birds of the World (BirdLife, 2014) nicméně předběžně rozeznává oba poddruhy jako druhy. Z této příručky vychází i Mezinárodní svaz ochrany přírody, který tak hodnotí oba poddruhy jako samostatné druhy. Zatímco severní poddruh A. o. aquilonius je hodnocen jako téměř ohrožený, jižní poddruh je kriticky ohrožený.

Vybraná dobová vyobrazení
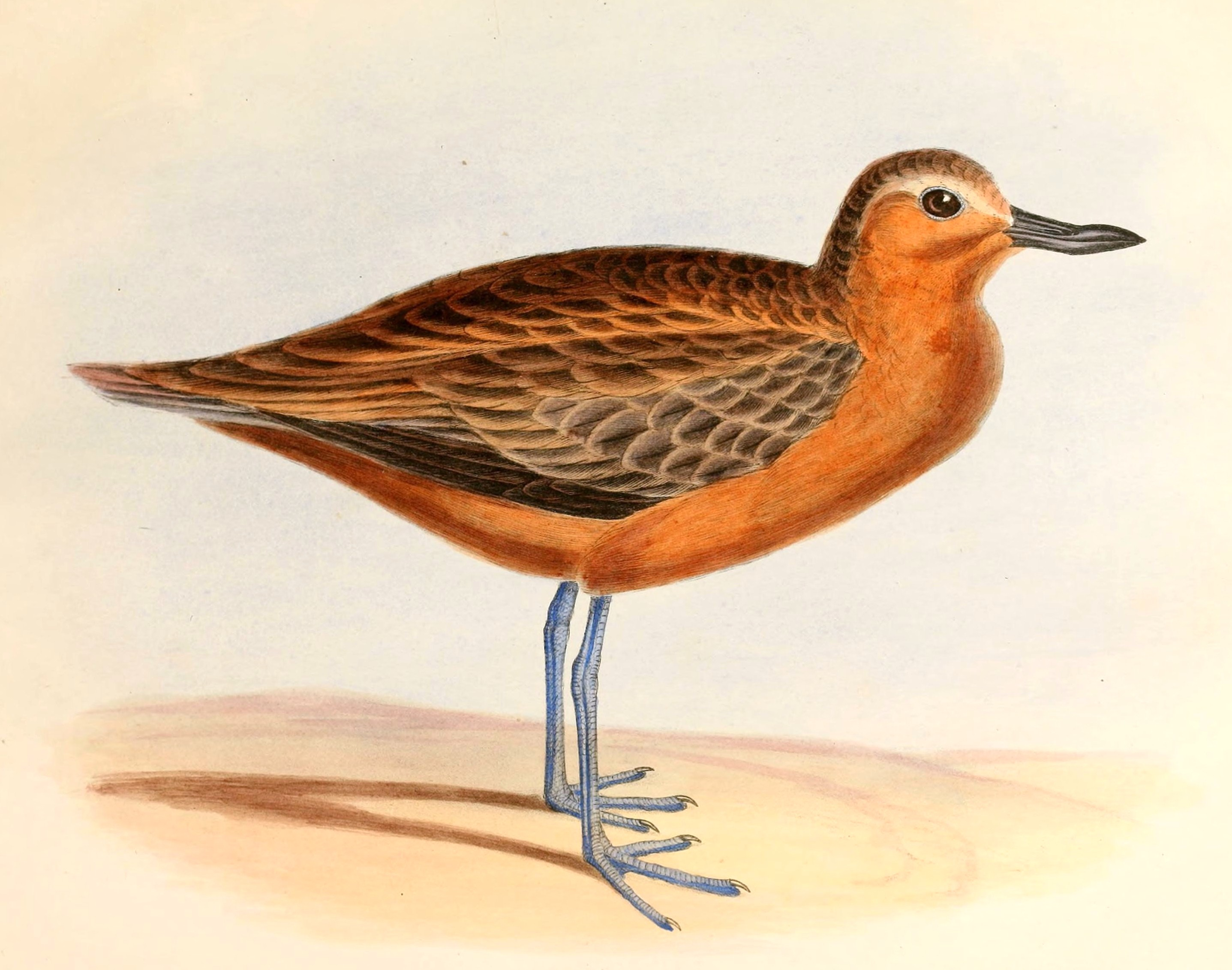
Dospělý jedinec (Charles Joseph Hullmandel, 1844)
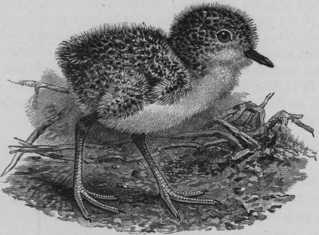
Ptáče (Walter Lawry Buller, 1888)
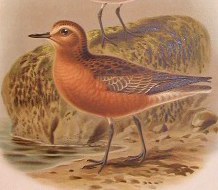
Dospělec (Walter Lawry Buller, 1888)

## Popis

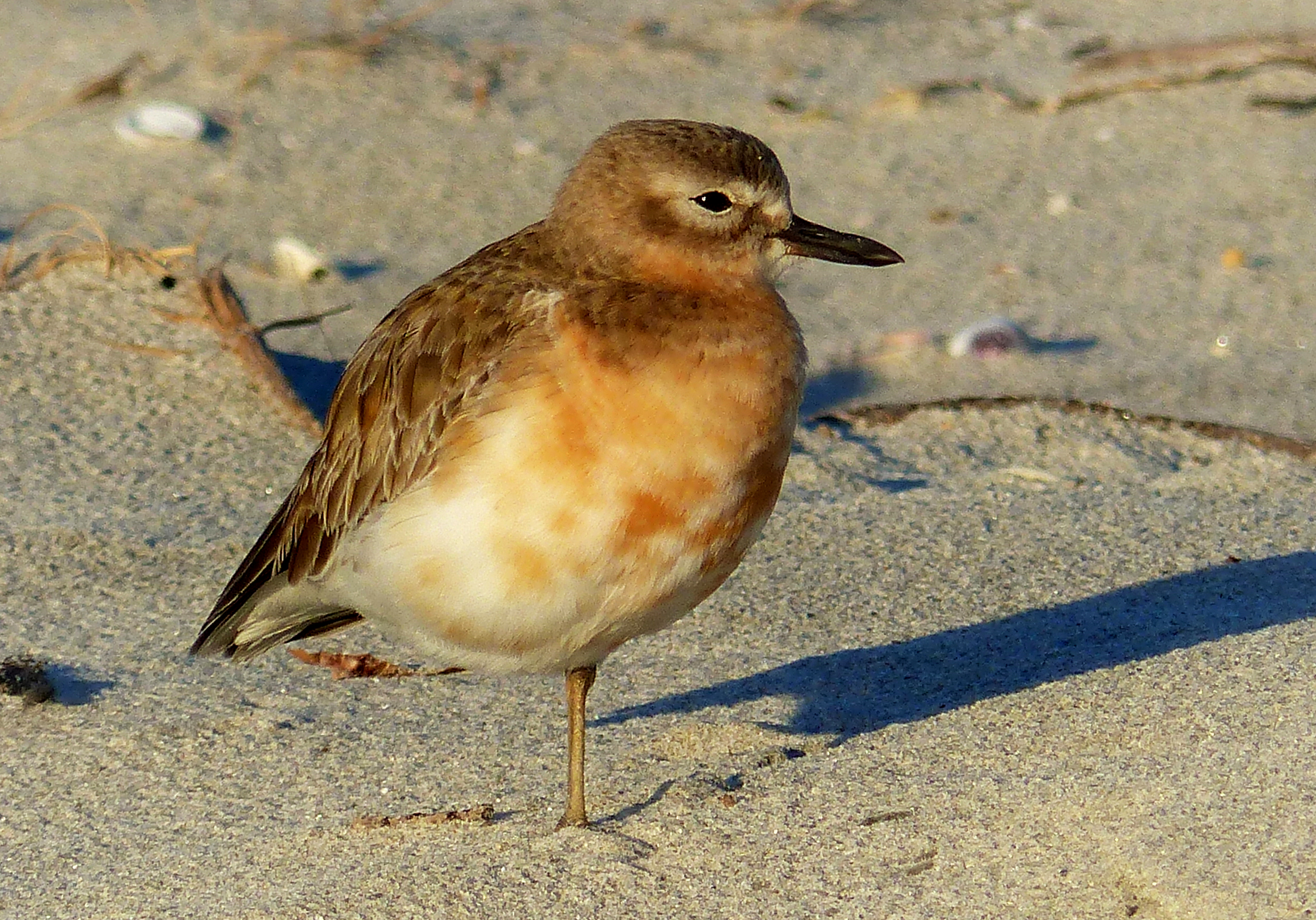
Kulík novozélandský subsp. aquilonius ve svatebním šatu

Jedná se o statného ptáka s robustní hlavou a tělem, silným tmavým zobákem, velkými tmavě hnědými duhovkami a šedýma, relativně dlouhýma nohama. Délka těla dosahuje 26–28 cm, což z druhu činí největšího zástupce rodu Anarhynchus.
Samec i samice si jsou velmi podobní. Peří na horní části těla je hnědé s tmavě hnědým kropením. Jednotlivá hnědá pera mají světlé lemování. Spodní část těla je převážně bledě bílá až jemně nahnědlá. Někdy od května se samci i samice oblékají do svatebního šatu a tato světlá část se barví do oranžovočervené. Obecně platí, že opeření samců bývá tmavší než opeření samic. Jižní poddruh obscurus rovněž bývá o něco tmavěji zabarven než severní poddruh.

### Hlas
Vzhledem ke kryptickému opeření a hlasitému vokálnímu projevu jsou kulíci často nejdříve slyšeni než viděni. Nejčastěji se projevují hlasitým črp, trrt nebo prrp.

## Chování

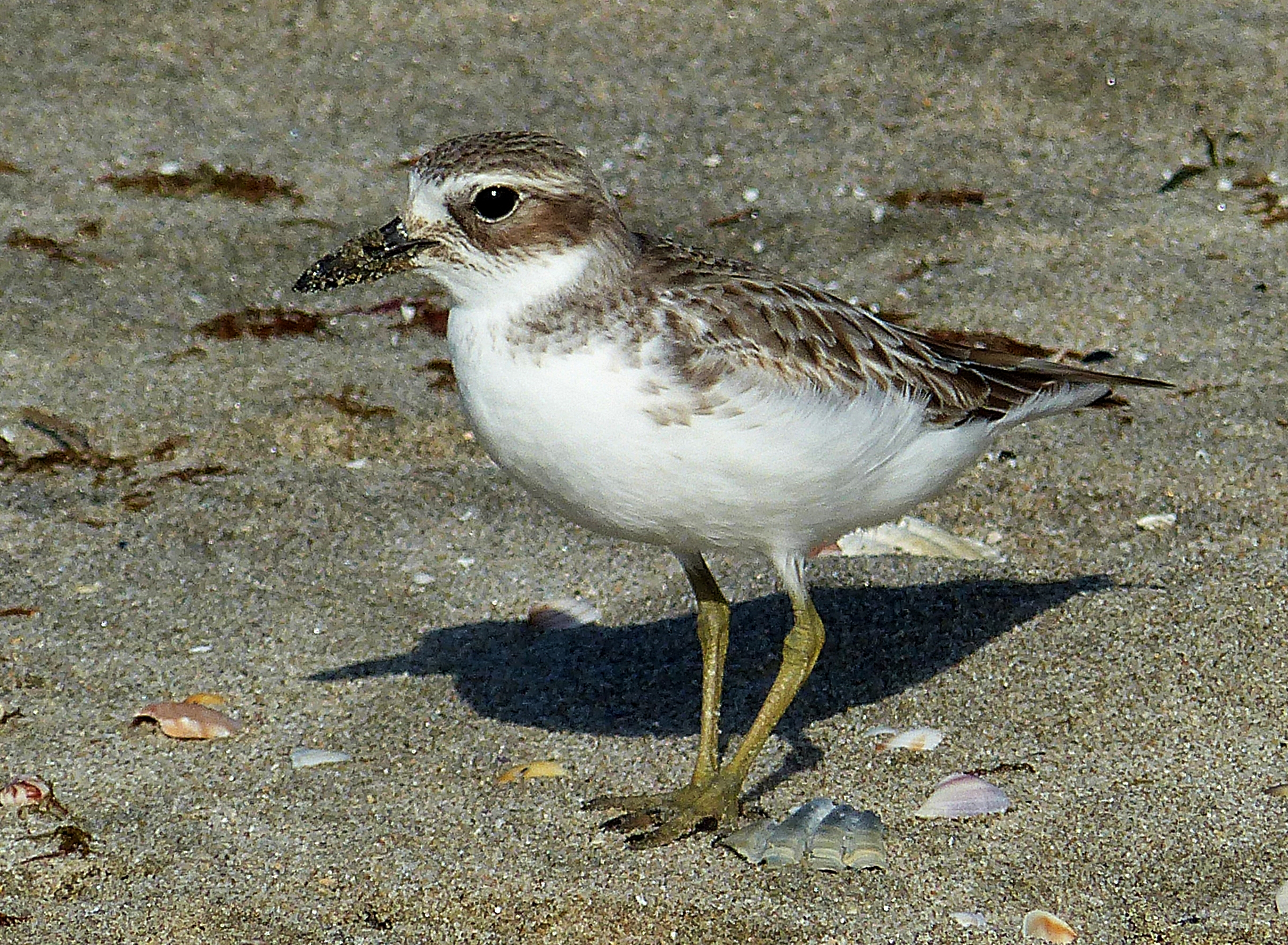
Dospělec v prostém šatu

Hřaduje po plážích a kosách ve volných skupinkách daleko od sebe. Na rozdíl od některých jiných mořských ptáků se nemísí s jinými druhy ptáků.
Kulíci novozélandští tvoří dlouhodobé monogamní páry, které jsou během hnízdění silně teritoriální. Dospělí kulíci zahání narušitele teritoria rychlým výhružným během v přikrčené pozici či krouživými lety, během kterých vydávají hlasité tsp-píp. V případě neodbytných vetřelců se kulíci mohou uchýlit k předstírání zranění – rozčeří si peří a za hlasitého pískání za sebou začnou vláčet křídlo a nohu. Kulíci mohou dokonce předstírat dezorientaci formou narážení do předmětů na pláži jako jsou kameny a naplavené dříví. Hnízdní zvyklosti – především hnízdní habitat – se u obou poddruhů poměrně zásadně liší.

### Hnízdění
Severní poddruh (subsp. aquilonius) hnízdí na písčitých plážích, kosách, nízkých písečných dunách a při plochých ústích řek od srpna do května. Hnízdo představuje mělký důlek v měkkém povrchu, někdy lehce vystlaný dostupným rostlinným materiálem. Bývá umístěno u naplaveného kmene stromu či trsu trávy. Klade 2–3 vejce o velikosti 44×31 mm.
Jižní poddruh (subsp. obscurus) hnízdí nad úrovní lesa na vrcholech a hřebenech kopců v subalpínských podmínkách v nadmořských výškách 500–900 m. s žádnou či jen minimální vegetací. Hnízda vystlaná rostlinným materiálem si staví mezi polštářovitými rostlinami (cushion plants). Samice klade 2–3 vejce o velikostech kolem 46×33 mm.

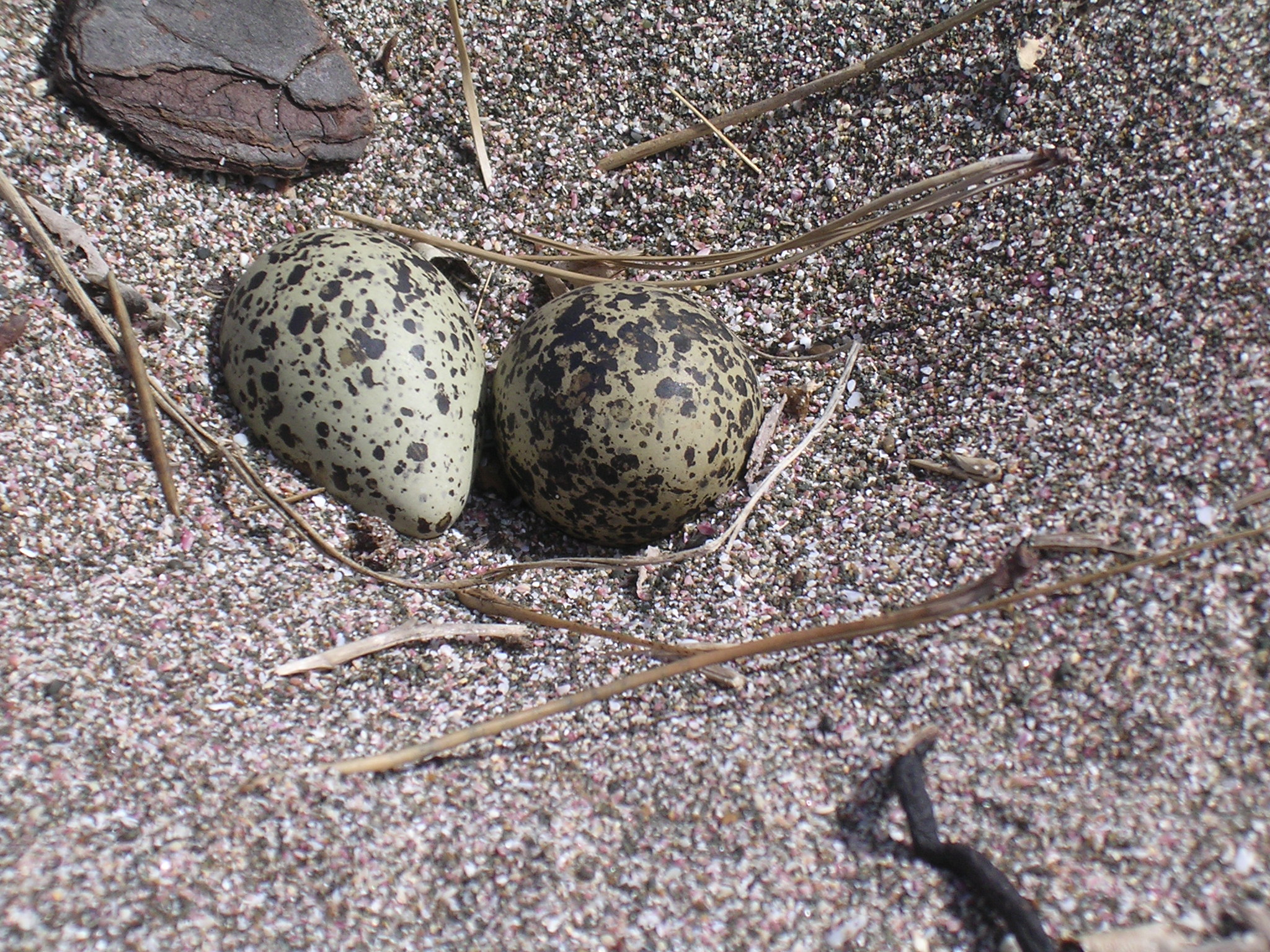
Vejce kulíků novozélandských

Platí pro oba poddruhy: vejce bývají olivově hnědé barvy s četnými tmavými fleky. Inkubují samec i samice po dobu 28–32 dní. Samice sedí na vejcích přes den, samec v noci. V případě zániku snůšky dochází k náhradnímu druhému, někdy i třetímu zahnízdění. Ptáčata se osamostatňují v 6.–7. týdnu života. Poprvé se páří ve 2., někdy až ve 3. roce života. Může se dožít nejméně 31 let.
Po období rozmnožování část populace může migrovat na jiné pláže a část populace se může houfovat do hejn.

### Potrava
Potravu si shání na vlhkém písku, zvláště v oblastech ústí řek, kde sbírá měkkýše a korýše. Občas nachází potravu i na suchém písku či na travnatých plochách s nízkou trávou, kde sbírá hmyz, pavouky a žížaly. Občas sezobne i malé rybky.

## Rozšíření, populace a ohrožení

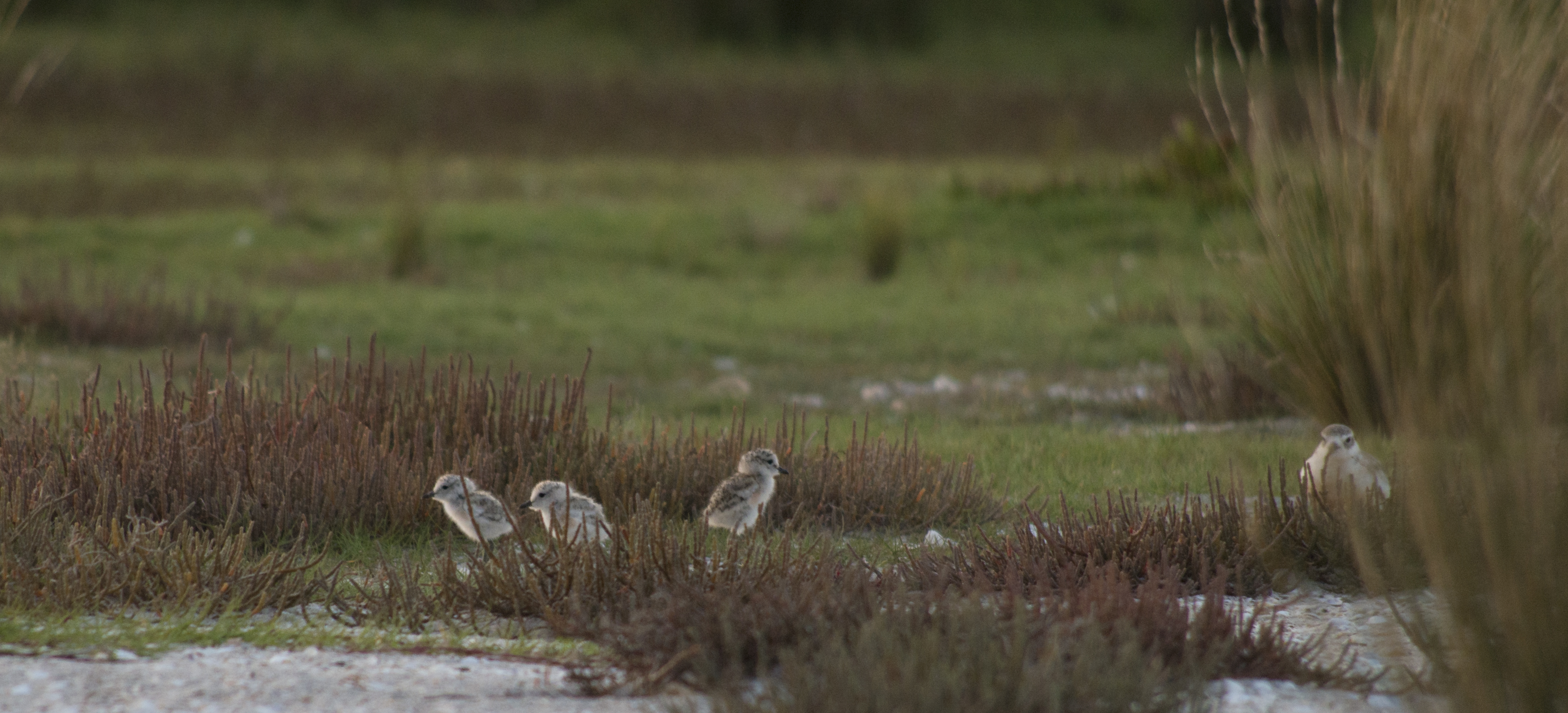
Tři juvenilní jedinci a dospělec u Ruakaky

Subsp. aquilonius je rozšířen po písečných plážích severní části Severního ostrova (hlavně na východním pobřeží mezi North Cape a East Cape, kde se nachází kolem 85 % populace; zbývajících 15 % se vyskytuje podél západního pobřeží od vesnice Taharoa po North Cape). V roce 1989 byl počet jedinců odhadován na 1313, avšak díky aktivnímu ochrannému managementu populace dosáhla cca 1600 dospělých jedinců v roce 2011. Hlavní hrozbu druhu představují zavlečení savčí predátoři, konkrétně zdivočelé kočky, ježci a hranostajové. K přirozeným predátorům patří racek jižní, který může napadat vejce i mláďata. Negativně se na hnízdní úspěšnosti projevují i rušivé faktory jako je ježdění po plážích motorovými vozidly, dále volný pohyb psů nebo dobytka. Některá hnízda mohou být ztracena následkem silných přílivů a úbytkem přirozeného prostředí. Ochranný management se soustřeďuje na kontrolu predátorů i racků jižních, stavění plotů kolem hnízdišť, vzdělávání i aktivní přítomnost rangerů, kteří upozorňují návštěvníky pláží na přítomnost kulíků.
Subsp. obscurus byl původně rozšířen po celém Jižním ostrově – hnízdil ve vnitrozemí a zimoval na plážích. Introdukce savčích predátorů však způsobila rapidní poklesy stavů a někdy kolem roku 1900 kulíci takřka úplně vymizeli z Jižního ostrova. Zbytková populace zůstala na Stewartově ostrově, kde bylo v letech 1991–1992 napočítáno cca 62 jedinců. Kontrola zdivočelých koček i další ochranná opatření však vedla k růstu populace až na cca 250 v roce 2005, avšak od roku 2012 nastal opět mimořádný pokles, jehož důvody jsou neznámé. K roku 2016 zbývalo posledních cca 120 kulíků.